# Eupithecia cautin
Eupithecia cautin es una especie de polilla de la familia Geometridae. La especie fue descrita por primera vez por András Mátyás Vojnits habiendo sido descrita en 1992, con distribución en Perú y Chile. El holotipo de la especie fue descrita en la Provincia de Cautín, a 15 km Sureste de Pucón. Es una polilla pequeña con características morfológicas distintivas que la diferencian de otras especies chilenas. 